# 中野洋志
中野 洋志（なかの ひろし、1962年 - 2021年3月12日）は、日本の音響監督である。ACクリエイトに長年在籍し、同社取締役も兼任。2017年以降はフリーで活動していた。

## 経歴
高校時代はラジオ番組への投稿や芝居の脚本を執筆していたという。その後、ACクリエイトに入社。
入社当時のACクリエイトは映画の字幕制作を行う会社だったが、レンタルビデオの普及に伴い吹替版の制作を始める。そこで収録現場を見学した際に演出の仕事に魅了されたことがきっかけで、演出家としての活動を開始する。
当初は制作をしながらフリーの演出家につく形で演出補として活動し、後に独立。ACクリエイト内で初の吹替演出家として多くの作品に携わった。また、後身の育成にも積極的にあたっていた。
2017年からはフリーで活動していた。
2021年3月12日、脳出血のため急逝。59歳没。訃報は、多くの関係者や声優によってSNSなどで明かされた。

## 人物・エピソード
主にソフト版・劇場公開版の吹替演出を行っており、『アバター』や『パイレーツ・オブ・カリビアン』などの大作を多く手掛けた。
若手声優の間では厳しい監督として知られた。だが「それは仕事に愛と矜持を強くお持ち故」とこぶしのぶゆきは語り、岡井カツノリは「思いやりのある厳しさ」、ボルケーノ太田は「仕事では『鬼？』ってぐらい厳しく、仕事が終わると『子供？』ってぐらい無邪気で魅力的な方でした」と語っている。
吹替の創生期から活躍し業界への苦言が辛辣なことで知られた若山弦蔵は、ベテランの自身にも遠慮なくダメ出しをしてくれる演出家として中野を挙げ、「（演出は）そういう風に遠慮なく言ってくれなきゃダメなんですよ」と高く評価していた。
思い出深い演出作品は『ザ・ロック』だったという。

## 主な参加作品

### 日本語吹替演出

#### 映画
- 逢いたくてヴェニス
- アイ,ロボット - ソフト版
- アウトロー
- 悪の法則
- アバター
- アラジン
- アンダー・プレッシャー
- アンディ・ラウ 神鳥聖剣
- イーナちゃんとテディベア
- イエスタデイ
- イン・ザ・ネイビー - VHS版
- IN DREAMS/殺意の森
- インモラル・ゲーム/公開殺人 - VHS版
- ヴァイラス - ソフト版
- ヴァンパイア/最期の聖戦 - ソフト版
- ウィッチマウンテン/地図から消された山
- ウェディング・シンガー - ソフト版
- エクソダス:神と王
- エネミー・オブ・アメリカ - ソフト版
- オープンハウスへようこそ
- オーロラの彼方へ - ソフト版
- カットスロート・アイランド - ソフト版
- 悲しみが乾くまで
- ガリバー旅行記
- キル・ビル
- グラディエーター - ソフト版
- ゴーストライダー
- ザスーラ - 日本テレビ版
- ザ・ロック - ソフト版
- シックス・デイ - 日本テレビ版
- スターゲイト - ソフト版
- ストレイト・アウタ・コンプトン
- ダイ・ハード4.0
- ダイ・ハード/ラスト・デイ
- タキシード
- チェンジリング
- バイオハザードシリーズ
  - バイオハザードII アポカリプス - ソフト版
  - バイオハザードIII - ソフト版
  - バイオハザードIV アフターライフ - ソフト版
  - バイオハザードV リトリビューション - ソフト版
  - バイオハザード: ザ・ファイナル
- ハイ・ライフ
- パイレーツ・オブ・カリビアンシリーズ
  - パイレーツ・オブ・カリビアン/呪われた海賊たち
  - パイレーツ・オブ・カリビアン/デッドマンズ・チェスト
  - パイレーツ・オブ・カリビアン/ワールド・エンド
  - パイレーツ・オブ・カリビアン/最後の海賊
- バッドボーイズ2バッド - ソフト版
- バッドボーイズ フォー・ライフ
- パブリック・エネミーズ
- ハムナプトラ2/黄金のピラミッド - ソフト版
- ファンタスティック・フォー
- フィフス・エレメント - 日本テレビ版
- フルーク
- ブレーキ・ダウン - 日本テレビ版
- マスク - ソフト版
- マスク2 - 日本テレビ版
- リーグ・オブ・レジェンド/時空を超えた戦い
- ロング・キス・グッドナイト - ソフト版
- DRAGONBALL EVOLUTION
- NEXT -ネクスト-
- SPY/スパイ
- TIME/タイム

#### テレビドラマ
- アンブレラ・アカデミー
- ニミュエ 選ばれし少女
- ザ・ボーイズ
- ラ・テンプランサ ～20年後の出会い～
- NCIS 〜ネイビー犯罪捜査班
- THE TUDORS〜背徳の王冠〜

#### 海外アニメ
- キム・ポッシブル
- KUBO/クボ 二本の弦の秘密
- グリッチ・テックス
- シザー・セブン（シーズン2まで）
- ジャングル・ビート
- セントラルパークの妖精 スタンリーのゆかいな冒険
- ペンギン物語〜きらきら石のゆくえ〜

#### ドキュメンタリー
- スゴ腕どうぶつドクター

### テレビアニメ
- 電脳戦隊ヴギィ'ズ★エンジェル
- Funny Pets ※音響デザイン

### ゲーム
- アンチャーテッド 古代神の秘宝
- マーベルアイアンマン VR
- The Last of Us
- Ghost of Tsushima